# Веселогірська сільська рада (Слов'яносербський район)
| Веселогірська сільська рада — колишній орган місцевого самоврядування у Слов'яносербському районі Луганської області з адміністративним центром у с. Весела Гора. Історична дата утворення: в 1964 році. Водоймища на території, підпорядкованій даній раді: річка Сіверський Донець. |

## Населені пункти
Сільській раді були підпорядковані населені пункти:
- с. Весела Гора
- с. Обозне
- с. Паньківка
- с. Привітне
- с. Світле
- с. Христове
- с. Цвітні Піски

## Склад ради
Рада складалася з 16 депутатів та голови.

### Керівний склад ради
| ПІБ                      | Основні відомості                                                         | Дата обрання | Дата звільнення |
| ------------------------ | ------------------------------------------------------------------------- | ------------ | --------------- |
| Качан Ольга Іллівна      | Сільський голова, 1951 року народження, освіта, член народної партії      | 26.03.2006   | 31.10.2010      |
| Кіщак Михайло Теодорович | Сільський голова, 1957 року народження, освіта вища, член Партії регіонів | 31.10.2010   |                 |

Примітка: таблиця складена за даними джерела